# 平井站 (愛媛縣)
平井站（日语：／ Hirai eki */?）是位於日本愛媛縣松山市的鐵路車站，隸屬於伊予鐵道（伊予鐵），車站編號為IY17。

## 車站結構
設有木製站舍1座，與牛淵站屬同類站舍，也與JR四國不少已無人化，但仍獲保留的的站舍類同。右側為出入口、閘口及候車大堂；左側為自動售票機、服務櫃位及原站務室，現時部份站務室已改作儲物用途。閘口裝有IC咭感應器，通過閘口後，再沿平交道橫過上行路軌才到達月台。
設有島式月台1座，能提供1面2線的配置，有效長度為4輛，是其中一個可交換列車的車站，另外於島式月台內線旁，更設有保線用側線1條，並停泊著維修用車輛，只限由鷹子站方向駛進，是沿線內唯一的側線。另外列車採用右側進站，近站舍為主線，遠離站舍為側線。
月台出入口設於末端向梅本站方向，通過月台改善工程，現時已提供無障礙斜道及梯級出入月台。月台設施方面，則與其他車站月台相約，設有2輛長的月台上蓋和候車座椅，均靠近月台出入口一邊。

### 月台配置
| 月台     | 路線      | 方向 | 目的地                        |
| -------- | --------- | ---- | ----------------------------- |
| 靠近站舍 | ■横河原線 | 下行 | 横河原方向                    |
| 遠離站舍 | ■横河原線 | 上行 | 松山市、直通■高濱線往高濱方向 |

## 歷史
- 1893年5月7日：開業，車站最初命名為「平井河原站」。
- 1902年6月1日：車站更名為「平井站」。
- 2025年3月18日：伊予鐵內所有郊外鐵道線均可使用ICOCA及全國交通系IC卡[3][4][5]。

## 相鄰車站
伊予鐵道
■ 橫河原線
鷹子（IY16）－平井（IY17）－梅本（IY18）

## 軼事
本站的月台上蓋支撐部件及基座，乃採用已棄用的路軌所搭建而成，在伊予立花站及北久米站亦能找到。

## 外部連結
- 伊予鐵道平井站公式網頁。 （页面存档备份，存于）